# Emmauskirche (Freital)

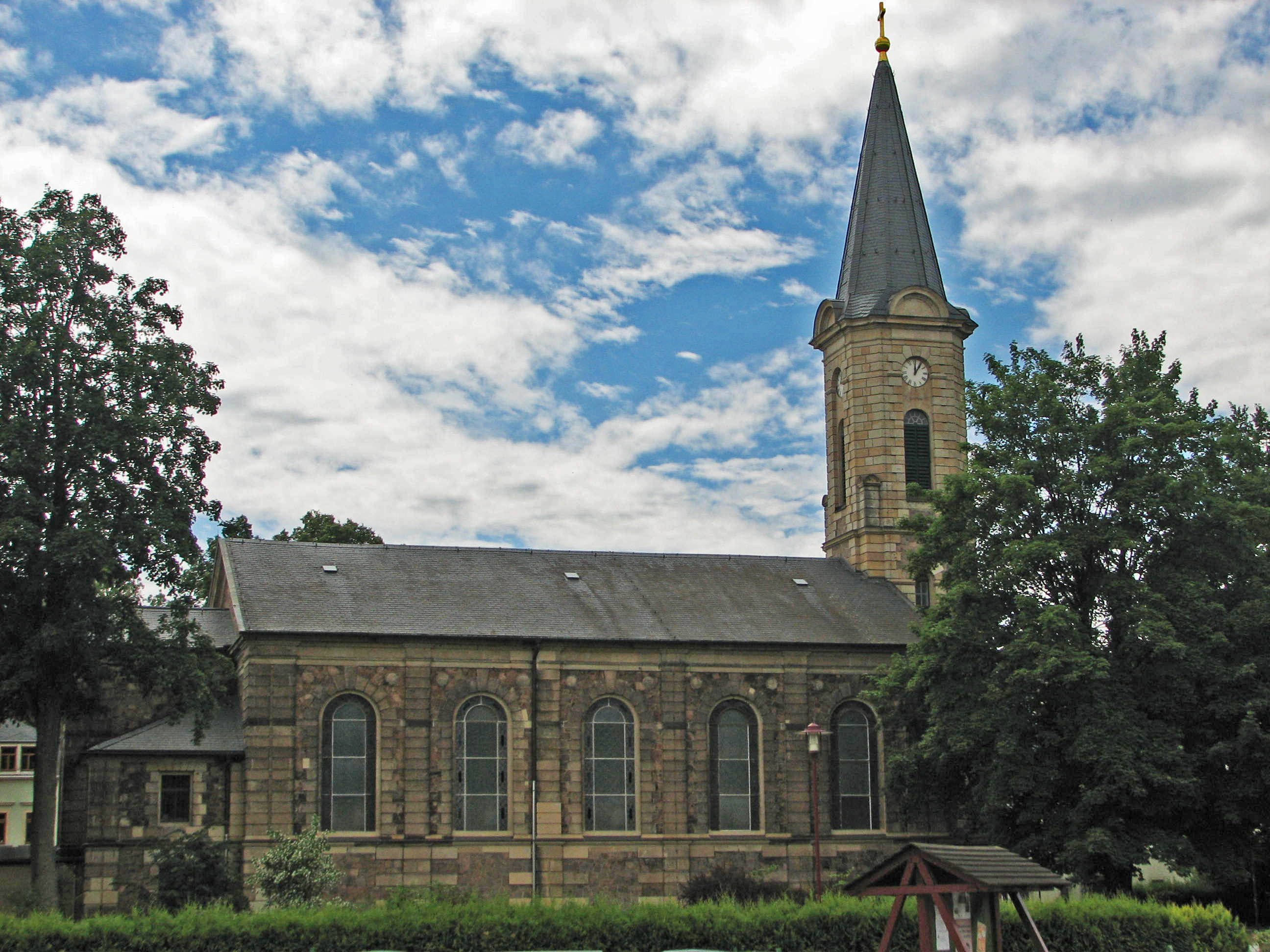
Die Emmauskirche von Norden

Die Emmauskirche ist eine evangelisch-lutherische Kirche im Stadtteil Potschappel der Großen Kreisstadt Freital (Landkreis Sächsische Schweiz-Osterzgebirge). Benannt ist das Gebäude nach dem Ort Emmaus nahe Jerusalem. Sie befindet sich im Zentrum des Stadtteils nahe der Bahnstrecke Dresden–Werdau. Der Potschappler Markt liegt etwa 200 Meter entfernt.

## Geschichte
Seit dem 16. Jahrhundert ist überliefert, dass der Ort Potschappel ins benachbarte (Ober-)Pesterwitz gepfarrt war. Die Gläubigen des Dorfes mussten, um in die dortige Kirche zu gelangen, einen relativ steilen und langen Weg zurücklegen. Um Abhilfe aus dieser Situation zu schaffen, wurde zuerst ein privater Betsaal im Ort geplant. Dieses ursprüngliche Konzept wurde während der Bauphase erweitert, sodass von 1875 bis 1877 ein vollständiges Kirchengebäude errichtet wurde. Am Bau beteiligt war der Dresdner Architekt Christian Friedrich Arnold, der unter anderem für den Umbau der Sophienkirche in Dresden verantwortlich war.
Die Kirchweihe erfolgte am 22. April 1877. Zum 1. Oktober 1894 löste sich Potschappel von der Kirchgemeinde Pesterwitz und bildete eine eigene Kirchgemeinde, in die auch der Ort Unterdölzschen eingepfarrt war. Die mit der Weihe der Kirche geweihten Bronzeglocken wurden im Ersten Weltkrieg eingeschmolzen und 1919 durch Eisenhartgussglocken ersetzt. Im Frühjahr 1945 wurde durch eine Luftmine in der Nähe der Kirche, nur ein Teil der Buntglasfenster zerstört, die nach dem Krieg mit Hilfe von Drahtglas repariert wurden.
Zum 1. Januar 1999 gründeten die Kirchgemeinden der Emmauskirche Potschappel, der Lutherkirche Döhlen, der Christuskirche Deuben, der Hoffnungskirche Hainsberg und der Georgenkirche Somsdorf das Ev.-Luth. Kirchspiel Freital.
Das Gebäude wurde zuletzt Anfang 2007 renoviert. Dabei wurde der Innenraum der Kirche in hellen Farben gehalten. Zudem wurden 2009 die Eisenglocken durch ein neues Bronzegeläut aus der Kunst- und Glockengießerei Lauchhammer ersetzt. Seitdem klingen die Töne fis′, a′, cis″ aus der Glockenstube des 29 m hohen Turmes. Die drei ausgebauten Eisenhartgussglocken wurden auf dem Friedhof Freital-Potschappel aufgestellt.
Zum 1. Januar 2014 vereinigte sich das Kirchspiel zur Ev.-Luth. Kirchgemeinde Freital.
Im März 2017 wurden aus der Kirche das hölzerne, meterhohe Altarkreuz mit Porzellankruzifix nebst zwei Porzellanleuchtern entwendet, die einige Wochen später in der Nähe der Kirche wiedergefunden wurden.
Seit dem 2. Januar 2021 gehört die Kirchgemeinde zum Ev.-Luth. Kirchgemeindebund Wilsdruff-Freital.
In den Jahren 2019 bis 2021 konnte mit Hilfe von Geldern der  Ev.-Luth. Landeskirche Sachsens, der  Denkmalpflege, der Stadt Freital und vieler Spender, das noch originale Altarfenster restauriert und alle, inzwischen wieder schadhaften, Drahtglässer durch künstlerisch gestaltete Scheiben ausgetauscht werden. Die darauf abgebildeten biblischen Botschaften wurden vom Künstler Camillo Schulz entworfen.

## Beschreibung
Die Emmauskirche weist Formen des Klassizismus und der Neorenaissance auf. Das Altarbild stammt von dem Maler Osmar Schindler, der es im Jahr 1914 schuf. Es zeigt den auferstandenen Jesus im Gespräch mit den Emmausjüngern. Die Orgel errichtete die Orgelbaufirma Kreutzbach aus Borna. Sie wurde im Jahr 1912 nach Plänen des Orgelbaumeisters Jahn umgestaltet und 2012 umfassend restauriert.

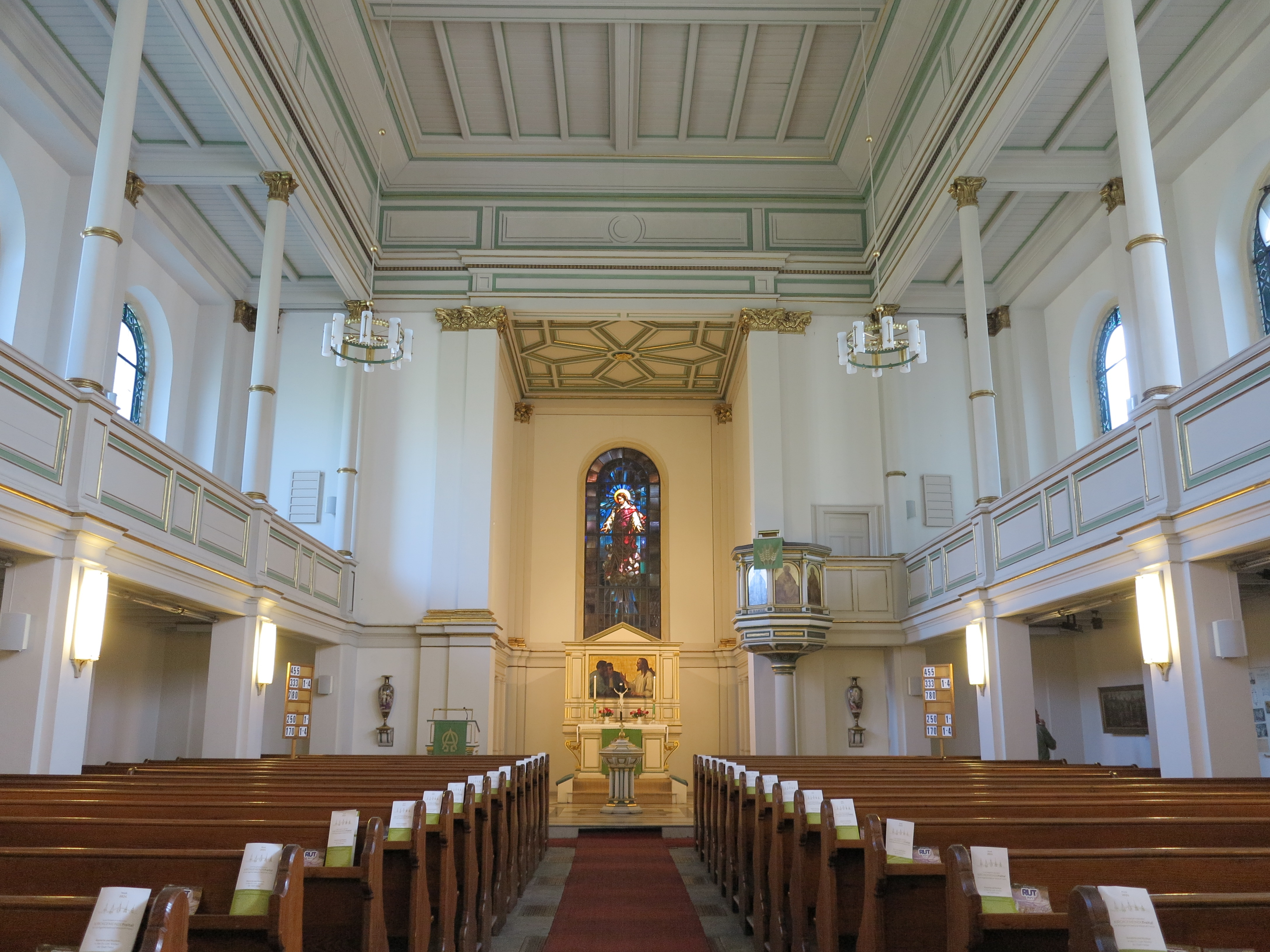
Inneres der Emmauskirche in Potschappel/Freital

## Weblinks

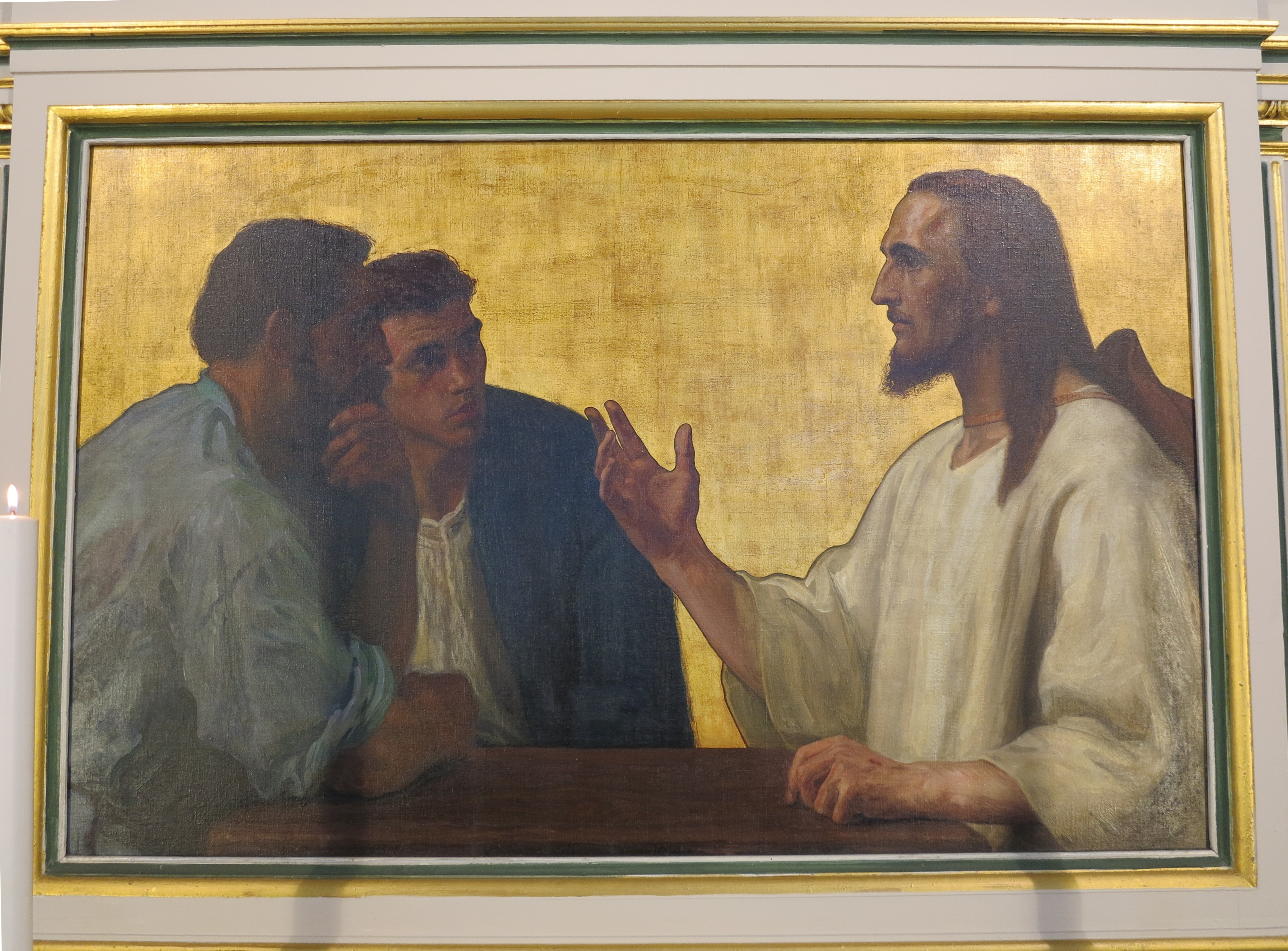
Das Bild im Altar zeigt das Gespräch mit den Jüngern, die Jesus auf dem Weg nach Emmaus getroffen hat. Emmaus ist Namensgeber für diese Kirche in Freital.